# Linea 13 (metropolitana di Parigi)
La linea 13 della metropolitana di Parigi è una delle 16 linee di metropolitana che servono Parigi, in Francia. La linea collega Saint-Denis e Gennevilliers a nord con Châtillon a sud. È la quinta linea (per passeggeri per anno) più utilizzata della rete.

## Cronologia
- 26 febbraio 1911: apre la linea B della compagnia Nord-Sud da Saint-Lazare a Porte de Saint-Ouen.
- 20 gennaio 1912: apre un secondo ramo della linea da La Fourche e la Porte de Clichy.
- 1930: la compagnia Nord-Sud è comprata dalla CMP. La linea B diventa la linea 13, con il prolungamento programmato della linea C che diventa la linea 14.
- 21 gennaio 1937: la linea 14 originale apre tra Bienvenüe e Porte de Vanves.
- 27 luglio 1937: la linea 14 viene prolungata a nord da Bienvenüe a Duroc e assorbe la sezione Duroc-Invalides della linea 10.
- 30 luglio 1952: la linea è stata prolungata dalla Porte de Saint-Ouen a Carrefour Pleyel.
- 27 luglio 1973: la linea è stata prolungata a sud da Saint-Lazare a Miromesnil.
- 18 febbraio 1975: la linea è stata prolungata a sud da Miromesnil a Champs-Elysées-Clémenceau.
- 26 maggio 1976: la linea è stata prolungata a nord da Carrefour Pleyel a Saint-Denis-Basilique.
- 9 novembre 1976: la linea è stata prolungata a sud da Champs-Elysées a Invalides. La linea 14 è stata eliminata (come linea separata, col numero poi riutilizzato a partire dal 1998) e incorporata nella linea 13. La linea infine è stata prolungata a sud da Porte de Vanves a Châtillon - Montrouge.
- 9 maggio 1980: la linea è stata prolungata a nord nel suo ramo nordoccidentale dalla Porte de Clichy ad Asnières - Gennevilliers.
- 25 maggio 1998: la linea è stata prolungata a nord da Basilique de Saint-Denis a Saint-Denis - Université.
- 14 giugno 2008: la linea è stata prolungata a nord nel suo ramo nordoccidentale da Gabriel Péri a Les Courtilles.

## Stazioni che hanno cambiato nome
- 20 gennaio 1912: Marcadet viene rinominata Marcadet - Balagny.
- 1º agosto 1914: Berlin viene rinominata Liège.
- 27 gennaio 1946: Marcadet - Balagny viene rinominata Guy Môquet.
- 25 maggio 1998: Saint-Denis - Basilique viene rinominata Basilique de Saint-Denis.
- 14 giugno 2008: Gabriel Péri - Asnières - Gennevilliers viene rinominata Gabriel Péri.

## Futuro
Un prolungamento di una stazione a nord-ovest a Port de Gennevilliers potrebbe essere costruito in futuro.

## Turismo
La linea 13 passa vicino a diversi luoghi di interesse:
- Saint-Denis e la sua basilica medievale, con le tombe dei re di Francia
- Saint-Ouen e il mercato delle pulci
- la parte bassa dell'Avenue des Champs-Élysées con il Grand Palais ed il Petit Palais.
- il complesso degli Invalides, con la tomba di Napoleone Bonaparte.
- Montparnasse, con la Tour Montparnasse.